# Sara Loda
Sara Loda (Sarnico, 22 agosto 1990) è una pallavolista italiana, schiacciatrice della LOVB Houston.

## Carriera

### Club
La carriera di Sara Loda inizia nella stagione 2006-07 quando entra nel vivaio del Bergamo, giocando sia con la squadra giovanile sia con quella maggiore in Serie A1, nella quale ottiene qualche sporadica convocazione. Nella stagione 2009-10 si trasferisce al Flero, in Serie B1.
Nell'annata 2010-11 resta nella stessa categoria passando però all'Ornavasso, con cui nella stagione 2011-12 ottiene prima la promozione in Serie A2 e poi, al termine del campionato seguente, quella in Serie A1, dove gioca con lo stesso club nella stagione 2013-14, prima di essere ceduta, a torneo in corso, nuovamente alla squadra di Bergamo.
Nella stagione 2015-16 viene ingaggiata dalla Savino Del Bene, dove resta per due annate, passando nell'annata 2017-18 a vestire la maglia della Pro Victoria, mentre in quella successiva è ancora al Bergamo; resta nella città orobica anche per il campionato 2021-22 con la neonata società del Bergamo 1991, sempre nella massima divisione italiana, mentre nella stagione seguente si trasferisce per la prima volta all'estero, precisamente in Turchia, per disputare la Sultanlar Ligi con l'Aydın BB, dove resta per un biennio.
Approda poi negli Stati Uniti d'America, partecipando alla prima edizione della League One Volleyball con la LOVB Houston, con la quale vince la LOVB Classic.

### Nazionale
Nel 2014 viene convocata per la prima in nazionale, con cui nel 2017 conquista la medaglia d'argento al World Grand Prix.

## Palmarès

### Club
- LOVB Classic: 1

2025